# Ejn ha-Šloša
Ejn ha-Šloša (hebrejsky עֵין הַשְּׁלֹשָׁה, doslova „Pramen tří“, v oficiálním přepisu do angličtiny En HaShelosha, přepisováno též Ein HaShlosha) je vesnice typu kibuc v Izraeli, v Jižním distriktu, v Oblastní radě Eškol.

## Geografie
Leží v nadmořské výšce 106 metrů na severozápadním okraji pouště Negev; v oblasti která byla od 2. poloviny 20. století intenzivně zúrodňována a zavlažována a ztratila charakter pouštní krajiny. Jde o zemědělsky obdělávaný pás přiléhající k pásmu Gazy a navazující na pobřežní nížinu.
Obec se nachází 10 kilometrů od břehu Středozemního moře, cca 87 kilometrů jihojihozápadně od centra Tel Avivu, cca 92 kilometrů jihozápadně od historického jádra Jeruzalému a 38 kilometrů severozápadně od města Beerševa. Ejn ha-Šloša obývají Židé, přičemž osídlení v tomto regionu je etnicky převážně židovské. 3 kilometry západním směrem ale začíná pásmo Gazy s početnou arabskou (palestinskou) populací.
Ejn ha-Šloša je na dopravní síť napojen pomocí lokální silnice 2410.

## Dějiny
Ejn ha-Šloša byl založen v roce 1950. Zakladateli vesnice byli Židé z Latinské Ameriky napojení na mládežnické sionistické hnutí ha-No'ar ha-Oved ve-ha-Lomed. Podle jiného zdroje se na vzniku vesnice podíleli i členové mládežnického hnutí ha-No'ar ha-cijoni.
Kibuc byl pojmenován podle tří členů zakladatelské skupiny, kteří padli během války za nezávislost v roce 1948. Této války se účastnili i ostatní zakladatelé kibucu. Byli zajati egyptskou armádou. Po konci války a propuštění se usadili v tomto regionu, kde jim byla přidělena půda po zaniklé židovské osadě Neve Ja'ir (נווה יאיר), kterou tu roku 1949 založili bývalí členové jednotek Lechi a kterou v červnu 1950 opustili. Krátce poté pak místo zrušeného Neve Ja'ir zaujal Ejn ha-Šloša.
Místní ekonomika je založena na zemědělství (polní plodiny, bavlna, brambory, slunečnice, mrkev, zelenina, sadovnictví a chov drůbeže) a průmyslu (firma Kartonija). V obci fungují zařízení předškolní péče o děti. Dále je tu k dispozici zdravotní středisko, plavecký bazén, sportovní areály, obchod se smíšeným zbožím a synagoga. Kibuc stále ještě (podle údajů k roku 2010) operuje podle tradičního modelu, s vysokou mírou kolektivního hospodaření. Vedení obce ale povolilo obyvatelům hledat si práci i mimo kibuc.

## Demografie
Obyvatelstvo kibucu je sekulární. Podle údajů z roku 2014 tvořili naprostou většinu obyvatel v Ejn ha-Šloša Židé (včetně statistické kategorie "ostatní", která zahrnuje nearabské obyvatele židovského původu ale bez formální příslušnosti k židovskému náboženství).
Jde o menší obec vesnického typu s dlouhodobě mírně rostoucí populací. K 31. prosinci 2014 zde žilo 377 lidí. Během roku 2014 populace klesla o 6,9 %.
| Rok            | 1961 | 1972 | 1983 | 1995 | 2001 | 2003 | 2004 | 2005 | 2006 | 2007 | 2008 | 2009 | 2010 | 2011 | 2012 | 2013 | 2014 |
| -------------- | ---- | ---- | ---- | ---- | ---- | ---- | ---- | ---- | ---- | ---- | ---- | ---- | ---- | ---- | ---- | ---- | ---- |
| Počet obyvatel | 242  | 256  | 322  | 292  | 342  | 334  | 333  | 335  | 325  | 327  | 324  | 326  | 331  | 323  | 369  | 405  | 377  |